# ウィリアム・ベンジャミン・メーソン
ウィリアム・ベンジャミン・メーソン（英: William Benjamin Mason、1853年2月6日 - 1923年9月1日）は明治時代にお雇い外国人として来日したイギリスの電信技師、英語教師である。

## 経歴・人物
イングランドのノーフォーク州の生まれ。明治8年（1875年）に日本政府により工部省の電信取扱方としてリチャード・アビーと共に来日した。
長崎電信分局に勤めモールス信号の改良などを指導し、電信事業の発達に貢献した。明治18年（1885年）の工部省廃省後には、逓信省の東京電信学校の教授となり、電信技術者の養成に寄与した。明治26年（1893年）からは第一高等学校で英語の教鞭を執り、神戸で発行されていた英字新聞の編集を支援し、バジル・ホール・チェンバレンとの共著による英文日本旅行案内を刊行した。
1923年（大正12年）9月1日の関東大震災の時に圧死し、横浜の外国人墓地に葬られた。